# 沈隽
沈隽（1913年7月12日—1994年10月9日），男，江苏吴江人，中国园艺学家、农业教育家，北京农业大学园艺系教授，曾任中国农学会副理事长，第三届全国人大代表，第五、六、七届全国政协委员。